# Кёльнский университет
Кёльнский университет (нем. Universität zu Köln) — одно из высших учебных заведений в Кёльне, существующее с 1388 года. Кёльнский университет занимает третье место среди немецких вузов по количеству студентов (после Мюнхенского и Хагенского).

## История

### Старый университет
Кёльнский университет был основан 21 мая 1388 года и стал четвёртой по счёту высшей школой Священной Римской империи после Карлова университета в Праге, Венского и Гейдельбергского университетов. Свидетельство об основании было подписано Урбаном VI в Перудже. Уже в январе 1389 года для первых семисот студентов начались лекции.
В XVI веке был одним из центров Контрреформации.
28 апреля 1798 года Кёльнский университет был закрыт, после того, как ректор Фердинанд Франц Вальраф и все профессора отказались принести присягу Первой французской республике, объяснив это необходимостью сохранить независимость вуза. Однако, в 1799 году Вальраф присягнул Франции и был назначен преподавателем так называемой «Центральной школы», преемницы закрытого университета. На этом посту ему удалось спрятать от французов и таким образом спасти множество произведений искусства. Большая часть его коллекции находится в Музее Вальрафа—Рихарца.

### Новый университет
На протяжении всего XIX века попытки восстановить закрытый университет остались безуспешными. 29 мая 1919 года бургомистр Кёльна Конрад Аденауэр подписал постановление об открытии нового университета. В октябре 1929 года началось строительство главного корпуса на площади Альберта Великого.

## Университет сегодня

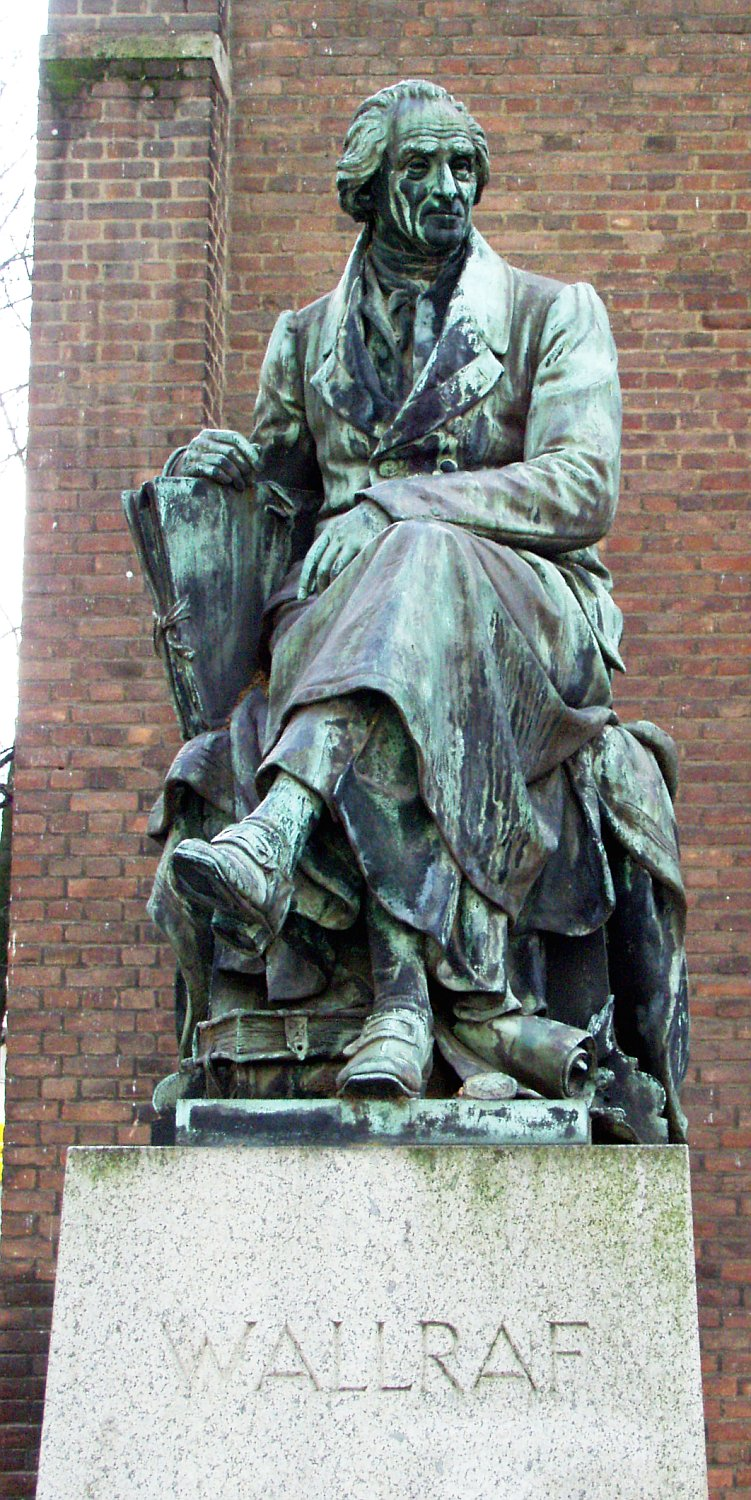
Памятник Фердинанду Францу Вальрафу в Кёльне

### Организация
Университет состоит из шести факультетов:
- Экономика и социология
- Медицина
- Право
- Философия
- Математика и естественные науки
- Гуманитарные науки

В 2005 году в вузе учились более пяти тысяч иностранных студентов (около 11 %). Большинство приезжих студентов (нем. Bildungsausländer — человек, получивший аттестат зрелости вне Германии) родом из восточной Европы, России и Китая:
- Болгария
- Россия
- Польша
- Китай
- Украина

Расходы университета составили более 357 миллионов евро в 2007 году.

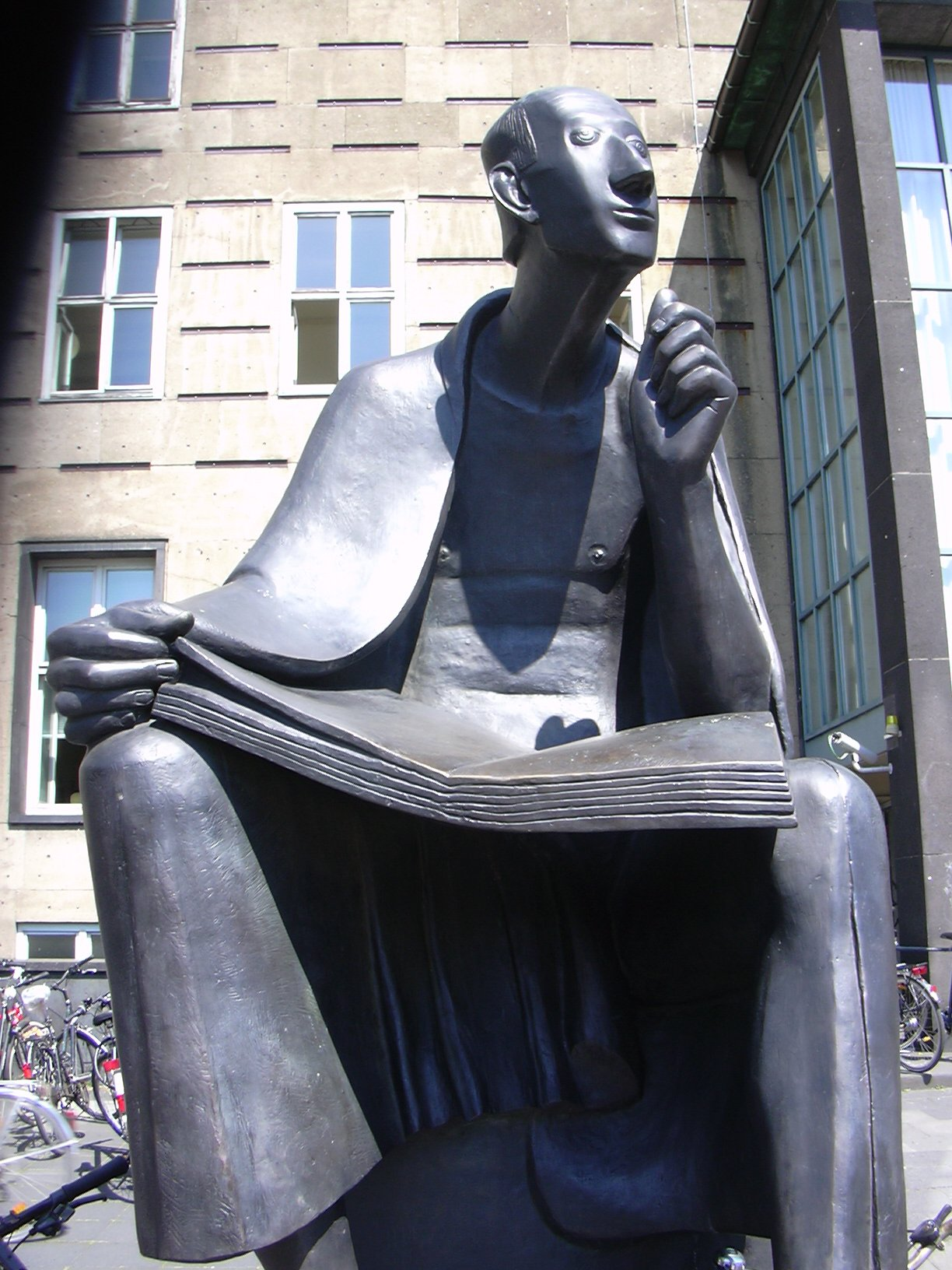
Памятник Альберту Великому перед входом в главный корпус университета